# Munizip Bani Walid
Bani Walid (arabisch بني وليد, DMG Banī Walīd) ist ein ehemaliges Munizip, das im Nordwesten der Libysch-Arabischen Republik lag. Es wurde 2007 mit der Stadt Misrata zum neuen  Munizip Misrata verbunden. Hauptstadt des Munizip war die gleichnamige Stadt Bani Walid.

## Geographie
Im gesamten Gebiet von Bani Walid lebten 77.424 Menschen (Stand 2003) auf einer Fläche von insgesamt 19.710 km². Das Munizip besaß folgende Grenzen zu den anderen ehemaligen Munizipen:
- Munizip Tarhuna wa-Msalata – Nord
- Munizip Misrata – Nordost
- Munizip Surt – Osten
- Munizip Mizda – Westen
- Munizip Gharyan – Nordwesten